# Wydarzenia TV Puls
Wydarzenia – dawny program informacyjny TV Puls, nadawany od 18 marca 2001 do 28 maja 2002.

## Historia
Jego pierwszym szefem i głównym prowadzącym był Bogdan Rymanowski; po jego odejściu jesienią 2001 roku do TVN24 kolejnymi szefami byli: Krzysztof Karwowski i Amelia Łukasiak.
Narastające tarapaty finansowe TV Puls spowodowały zakończenie produkcji Wydarzeń (określane przez przedstawicieli stacji jako „zawieszenie programu”).
Ostatnie, 436. wydanie Wydarzeń zostało wyemitowane 28 maja 2002, a poprowadziła je Magda Mołek.
Zakończenie emisji nie oznaczało końca redakcji informacyjnej Pulsu. Stacja zastąpiła swój program informacyjny Serwisem Pulsu, który był nadawany od 29 maja do 31 października 2002.

## Wydania programu
Od marca do września 2001
- 14:00 (wydanie popołudniowe),
- 18:30 (skrót informacji),
- 22:00 (wydanie główne).

Od września 2001 do maja 2002
- 20:00 (wydanie główne),
- między 22:50 a 23:20 (wydanie wieczorne – emisja w zależności od czasu trwania pozostałych pozycji programowych).